# Pinkfong
Pinkfong (кор. 핑크퐁) — детский образовательный бренд The Pinkfong Company (ранее известный как Smart Study и Smart Books Media), южнокорейской образовательной развлекательной компании. Pinkfong состоит в основном из детских песен, из которых самой известной является «Baby Shark», с более чем 14 миллиардами просмотров на YouTube. 3 ноября 2020 года оно стало самым просматриваемым видео на YouTube, опередив лидера – клип на песню Despacito. Образовательный канал Pinkfong имеет более 82 миллионов подписчиков, с ярко окрашенной программой историй, песен и танцев. Глобальная компания по разработке продуктов имеет более 4000 детских видео, песен, игр и приложений.

## История

### Основание
Pinkfong была образована с момента основания SmartStudy в сеульской штаб-квартире в июне 2010 года. Филиал в Лос-Анджелесе с несколькими сотрудниками открылся в 2016 году, а ещё один находится в Шанхае. Генеральный директор американского филиала Бин Чжон сказал, что название было создано из символа розовой лисы и забавного звука «fong», который звучал как «phone». Основное внимание уделяется детям в возрасте от одного до пяти лет. К 2015 году компания выпустила 520 мобильных приложений с центральными базовыми приложениями, такими как «Pinkfong Nursery Rhymes». Финансовый директор и соучредитель SmartStudy Ли Райан сын Кю сказал, что типичные детские стишки обычно были «медленными и спокойными», поэтому они начали с небольшого проекта, ища более оптимистичную песню «для нового поколения», которая была бы привлекательна во всём мире. «Pinkfong! Kids' Songs & Stories» был запущен 13 декабря 2011 года с фирменным персонажем розовым или пурпурным мультяшным лисом, принцем с планеты Стария, вдохновлённым лисой из классической французской книги Антуана де Сент-Экзюпери «Маленький принц».

### YouTube-канал
На канале на YouTube выходят видео с образовательными дошкольными песнями, стихами и историями, которые включают в себя использование цветов, цифр и букв. Тексты песен повторяются, анимация яркая и смелая, и они длятся от одной до двух минут. Некоторые из них сгруппированы в видеофильмы, такие как «песни планеты» и «колядки», и в дополнение к анимации некоторые включают пластилиновую анимацию и детей-актёров. Три из их самых популярных видео – это «Baby Shark», «Police Car» и «The Lion».

## Клип «Baby Shark»

### История песни
Их популярная песня и танцевальное видео «Baby Shark», благодаря которым они стали известны, имеет более 100 вариаций на 11 различных языках, причём первая вышла на YouTube в конце 2015 года. Самая популярная из них, выпущенная 17 июня 2016 года, имела 1,9 миллиардов просмотров к концу октября 2018 года, входила в топ-40 самых просматриваемых видео и возглавляла детский музыкальный чарт на iTunes, Apple Music, Google Play и Amazon. Впервые видео стало очень популярным в Юго-Восточной Азии летом 2017 года. Корейская версия с другим текстом, популярная в Южной Корее, подверглась критике за присвоение прилагательных членам акульей семьи. Текст песни описывают «красивую» маму-акулу, сильного «папу-акулу», добрую «бабушку-акулу» и классного «дедушку-акулу». В сентябре 2018 года газета The Korea Herald сообщила о статье газеты Kyunghyang Shinmun, которая вызвала озабоченность по поводу этой версии песни «Baby Shark» и того, укрепляет ли она сексистские идеи.
Оригинальная песня «Baby Shark» является детской песней 1900-х годов, которую напевали в летнем лагере и на школьных площадках, которая была широко известна в США.

## Другая продукция
Pinkfong создаёт образовательные и развлекательные приложения в Google Play и App Store. Они предназначены для обучения детей раннего возраста.

## Награды и номинации
| Год  | Церемония                    | Категория                   | Номинант                            | Результат |
| ---- | ---------------------------- | --------------------------- | ----------------------------------- | --------- |
| 2018 | 23-я Asian Television Awards | Лучшая детская программа    | Sing Along with Pinkfong Baby Shark | Номинация |
| 2018 | 23-я Asian Television Awards | Лучшая дошкольная программа | Sing Along with Pinkfong Baby Shark | Номинация |